# Braunsapis simplicipes
Braunsapis simplicipes är en biart som beskrevs av Michener 1971. Braunsapis simplicipes ingår i släktet Braunsapis och familjen långtungebin. Inga underarter finns listade.